# 勞旦橫口䲁
勞旦橫口鳚（学名：Plagiotremus laudandus laudandus），又名雲雀短帶鳚、狗鰷，为辐鳍鱼纲鳚形目鳚科短帶鳚屬下的一个种，该物种于1961年由Gilbert Percy Whitley描述，分布于太平洋西部及中部。